# Red Hill (Pennsylvanie)
Pour les articles homonymes, voir Red Hill.
Red Hill est un borough du comté de Montgomery, en Pennsylvanie, aux États-Unis.

## Géographie
Red Hill se trouve au nord-est des États-Unis, dans le sud-est de l'État de Pennsylvanie, au sein du comté de Montgomery, dont le siège de comté est Norristown. Ses coordonnées géographiques sont 40° 22′ 35″ N, 75° 29′ 04″ O.

## Démographie
Au recensement de 2010, sa population était de 2 383 habitants.